# Richard McCreery
Richard Loudon McCreery (ur. 1 lutego 1898 w Market Harborough, zm. 18 października 1967 w Templecombe) – brytyjski wojskowy, generał, żołnierz obu wojen światowych. Najbardziej znany jako dowódca brytyjskiej 8 Armii w końcowym etapie kampanii włoskiej.

## Wczesne lata i I wojna światowa
Richard Dick Loudon McCreery urodził się 1 lutego 1898 r., jako najstarszy syn Waltera Adolpha McCreery'ego, urodzonego w Szwajcarii Amerykanina, który większość życia spędził w Anglii, ale reprezentował Stany Zjednoczone w turnieju polo na Letnich Igrzyskach Olimpijskich w 1900 r. Jego matką była Emilia McAdam, pra-pra-wnuczka szkockiego inżyniera Johna Loudona McAdama, słynącego z wynalezienia procesu „makadamizacji”, metody budowy nawierzchni dróg, oraz prawnuczka Jamesa Nicolla McAdama, znanego jego współczesnym jako „The Colossus of Roads”. Ojciec Emilii był majorem w 7 Pułku Gwardii Dragonów.
McCreery kształcił się w Bilton Grange, St Michael's Preparatory School, Westgate-on-Sea i Eton College. Sześć miesięcy po wybuchu I wojny światowej w sierpniu 1914 r. przystąpił do egzaminu wstępnego na Royal Military College w Sandhurst, zaledwie kilka dni po swoich siedemnastych urodzinach, w minimalnym wieku wymaganym do przyjęcia i ukończył szkołę z dwunastym wynikiem spośród 212 uczestników.
11 sierpnia 1915 r. został powołany jako podporucznik do 12 Pułku Ułanów Królewskich The Prince of Wales's, ale zamiast dołączyć do swojego pułku we Francji, został wysłany do 6 Pułku Kawalerii Rezerwowej z siedzibą w Dublinie na dalsze szkolenie w zakresie taktyki kawalerii. Przybywszy na front zachodni w styczniu 1916 r., McCreery odkrył, że jego pułk, operujący w ramach 5 Brygady Kawalerii, zaczął ostatnio działać w roli zwykłej piechoty w okopach, chociaż zachował zdolność powrotu do walki jako kawaleria, gdyby zaszła taka potrzeba. Rzeczywiście zrobili to w ramach przygotowań do bitwy pod Arras w kwietniu 1917 r., w której 12 Pułk Ułanów i reszta 5 Dywizji Kawalerii utworzyły rezerwę kawaleryjską, którą można było wykorzystać do szybkiego uderzenia na wypadek dokonania poważnego wyłomu w liniach wroga.
10 kwietnia kawaleria wyruszyła za posuwającą się piechotą brytyjską w pobliżu wzgórza Telegraph i przez całą noc znajdowała się na odsłoniętej pozycji. Następnego ranka brytyjska kawaleria trafiła pod ciężki ostrzał niemieckiej artylerii i karabinów maszynowych, zanim została wycofana; McCreery’ego nieprzyjacielska kula trafiła w prawe udo, przecinając tętnicę udową. Aby powstrzymać utratę krwi, krążenie w jego nodze zostało zatrzymane na tak długi czas, że spowodowało gangrenę w stopie; McCreery odmówił amputacji nogi, ale stracił dwa palce u stóp i część pozostałych. Musiał nauczyć się znów chodzić i jeździć, ale przez resztę życia wyraźne utykał.
McCreery wrócił do 12 Pułku Ułanów 11 września 1918 r. Pułk wrócił do roli kawalerii, wspierając postęp 4 Armii podczas ofensywy stu dni. 9 listopada, dwa dni przed zawieszeniem broni, McCreery poprowadził 3 Oddział Dywizjonu B w szarży kawaleryjskiej na niemiecki posterunek z okopanym gniazdem karabinu maszynowego i inne pozycje w pobliżu Solre-le-Château, biorąc do niewoli dziesięciu jeńców i zdobywając w pełni sprawny kaem. Przedstawiono go za to do odznaczenia Krzyżowi Wojskowemu, który został mu nadany 18 grudnia, za „cenną i porywającą pracę jako dowództwa konnego patrolu”.

## Dwudziestolecie międzywojenne
McCreery został mianowany adiutantem dowódcy swojego pułku w grudniu 1921 r. Uczęszczał do Staff College w Camberley od 1928 r. do 1929 r. Jego koledzy z tamtejszej uczelni to m.in. Gerard Bucknall, Gerald Templer, Alexander Cameron, Alexander Galloway, John Harding, Philip Gregson-Ellis i Gordon MacMillan, podczas gdy instruktorami byli: Richard O’Connor, Bernard Paget, Henry Pownall, Harold Franklyn i Bernard Montgomery. Następnie został mianowany majorem w 2 Brygadzie Kawalerii w 1930 r. i dowódcą jednego z jej pułków w 1935 r.
W 1921 r. jeden z młodszych braci McCreery’ego, Bob, został zabity w Irlandii przez siły republikańskie, w czasie wolnym od służby. Najmłodszy brat McCreery'ego, Jack, odebrał sobie życie.
W 1928 r. McCreery poślubił Lettice St. Maur, córkę majora Percy'ego St. Maura (młodszego brata 15. księcia Somersetu) i Violet White.

## II wojna światowa
W okresie od maja do czerwca 1940 r., kilka miesięcy po wybuchu II wojny światowej, McCreery brał udział w bitwie o Francję, pod koniec której dowodził 2 Brygadą Pancerną ze składu 1 Dywizji Pancernej, która walczyła u boku oddziałów francuskich gen. Charles’a de Gaulle’a. McCreery był pod wrażeniem postawy de Gaulle’a podczas jego kontrataku pod Abbeville i pozostał wielbicielem francuskiego generała w późniejszych latach. W grudniu 1940 r. mianowano go dowódcą nowo utworzonej 8 Dywizji Pancernej.
McCreery był ekspertem w używaniu lekkich pojazdów opancerzonych (takie pojazdy są zmechanizowanym odpowiednikiem kawalerii, z której wywodził się jego pułk). Jego następną posadą za granicą podczas II wojny światowej było stanowisko doradcy gen. Claude'a Auchinlecka do spraw opancerzonych pojazdów bojowych (od marca do sierpnia 1942 r.). Później pracował dla gen. Harolda Alexandra, najpierw jako szef sztabu generalnego dowództwa Bliskiego Wschodu w Kairze, a następnie szef sztabu generalnego 18 Grupy Armii podczas kampanii w Tunezji (1942–43). Na Bliskim Wschodzie Alexander był bezpośrednim przełożonym dowódcy brytyjskiej 8 Armii Bernarda Montgomery'ego w czasie II bitwy pod El Alamein w październiku 1942 r., a McCreery miał swój udział w planowaniu tego zwycięstwa, w którym pojazdy pancerne odegrały znaczącą rolę.
McCreery otrzymał dowództwo VIII Korpusu w Wielkiej Brytanii w lipcu 1943 r., a następnie, po poddaniu się sił Osi w Tunezji, w sierpniu 1943 r. objął X Korpus, który był szkolony do wzięcia udziału w kampanii włoskiej. X Korpus w składzie amerykańskiej 5 Armii pod dowództwem gen. Marka Clarka odegrał kluczową rolę w lądowaniach pod Salerno we wrześniu 1943 r., a następnie dotarł do rzeki Garigliano pod koniec roku, aby zatrzymać się przed linią Gustawa i uczestniczyć w pierwszej bitwie o Monte Cassino w styczniu 1944 r., a następnie w zdobyciu Rzymu 4 czerwca 1944 r. W lipcu McCreery otrzymał szlachectwo na polu bitwy od króla Jerzego VI w Palazzo del Pero, niedaleko Arezzo.
McCreery przejął dowodzenie 8 Armią od gen. Olivera Leese’a 31 grudnia 1944 r., po tym, jak nie udało mu się przedrzeć przez linię Gotów. Ostatnia wiosenna ofensywa w 1945 r., poprowadzona wspólnie przez brytyjską 8 Armię i amerykańską 5 Armię, dowodzoną teraz przez gen. Luciana Truscotta, innego kawalerzystę, zakończyła się 23-dniową bitwą, w wyniku której poddało się prawie milion niemieckich żołnierzy.
Osiągnięcia 8Armii w tej kampanii włoskiej są być może mniej znane niż te podczas kampanii afrykańskiej pod dowództwem Montgomery’ego. Wynika to z tego, że walki we Włoszech zostały przyćmione przez toczoną w tym samym czasie kampanię w północnej Francji po lądowaniu w Normandii w czerwcu 1944 r., która była wówczas głównym przedmiotem zainteresowania zachodniej opinii publicznej i podobnie przyciągnęła uwagę większości historyków.

Doherty scharakteryzował ostatnią kampanię 8 Armii w następujący sposób: 

Sir Richard McCreery dowodził jednym z najlepszych osiągnięć armii brytyjskiej podczas wojny. Dokonał tego poprzez dbałość o szczegóły, staranne planowanie i strategiczny talent, w którym dorównywało mu niewielu przełożonych

McCreery był ostatnim dowódcą 8 Armii; w 1945 r. została ona przeformowana na Siły Brytyjskie w Austrii

## Lata powojenne
Bezpośrednio po zakończeniu wojny McCreery był naczelnym dowódcą brytyjskich sił okupacyjnych w Austrii i brytyjskim przedstawicielem w Komisji Alianckiej dla Austrii. Był więc odpowiedzialny za kierowanie częścią kraju znajdującą się pod okupacją brytyjską. W czasie pobytu w Austrii jego biuro znajdowało się w pałacu Schönbrunn na obrzeżach Wiednia. McCreery zajmował to stanowisko od lipca 1945 r. do marca 1946 r.
W latach 1946–1948 był naczelnym dowódcą Brytyjskiej Armii Renu w Niemczech Zachodnich, zastępując feldmarszałka Montgomery'ego.
W latach 1948–1949 McCreery był przedstawicielem armii brytyjskiej w Wojskowym Komitecie Sztabowym przy ONZ. W tym czasie McCreery mieszkał ze swoją rodziną na Long Island i dojeżdżał do biura na 61. piętrze Empire State Building w Nowym Jorku. Program ówczesnego Komitetu polegał na utworzeniu niezależnych sił bojowych dla Organizacji Narodów Zjednoczonych, co nigdy nie zostało zrealizowane.

## Emerytura i śmierć
McCreery został pełnym generałem w 1949 r. W 1951 r. został honorowym pułkownikiem 12 Pułku Ułanów Królewskich i zajmował to stanowisko do 1961 r.
McCreery odszedł z wojska 9 grudnia 1949 r. Resztę życia spędził w Stowell Hill w Somerset, domu zbudowanym przez jego matkę i zaprojektowanym przez ucznia architekta Edwina Lutyensa. Wielką pasją McCreery'ego była jazda konno po ogrodzie, a on sam nadal rozwijał ogród pierwotnie zaprojektowany przez jego matkę, Emilię McAdam.
Po przejściu na emeryturę wojskową nie brał czynnego udziału w życiu publicznym; jednak w czasie kryzysu sueskiego w 1956 r. został poproszony, aby napisał osobisty list protestacyjny do swojego znajomego z czasów wojny Harolda Macmillana, wówczas członka gabinetu Anthony'ego Edena, który uznał operację wojsk brytyjskich za niehonorową.
Generał Richard McCreery zmarł 18 października 1967 r. w wieku 69 lat. Jego msza pogrzebowa odbyła się w opactwie westminsterskim.

## Spuścizna

### Jeździectwo
Jako mężczyzna, który przez całe swoje dorosłe życie był kojarzony z pułkiem kawalerii, McCreery był znakomitym jeźdźcem. Dwukrotnie wygrał Grand Military Gold Cup na torze wyścigowym Sandown Park (w 1923 i 1928 r.) i reprezentował armię w turnieju krajowym w polo. W 1924 r. on i jego młodszy brat, kapitan Selby McCreery, stanowili połowę drużyny armijnej w polo w meczu przeciwko Stanom Zjednoczonym. Na emeryturze w latach 50. McCreery ponownie zajął się polo, grając w Windsor Great Park.
Podczas ceremonii koronacyjnej królowej Elżbiety II w 1953 r. karoca monarchini była ciągnięta przez sześć szarych koni nazwanych na cześć brytyjskich generałów z okresu II wojny światowej, z których jeden został nazwany McCreery. Generał dostąpił tego wyróżnienia w związku z tym, że przez całe życie był związany z kawalerią.

### Oceny
W swoim zachowaniu McCreery był skromny aż do pewnego stopnia nieśmiałości. Nie czuł się swobodnie w wystąpieniach publicznych, ale, jak to ujął Doherty: 

Nie będąc publicystą w stylu Montgomery'ego, McCreery zdołał jednak zdobyć zaufanie swoich żołnierzy, którzy polegali na nim tak w czasie pokoju, jak i na wojnie”. Można powiedzieć, że nadrzędne poczucie obowiązku charakteryzowało jego życie i karierę

Harold Macmillan, który później został premierem, scharakteryzował McCreery'ego jako „bardzo sprytnego” człowieka w swoich wojennych pamiętnikach. Po spotkaniu w kwaterze głównej 8 Armii w Forli w północnych Włoszech w kwietniu 1945 r. napisał: 

On [McCreery] zawsze uważał mnie za jednego z najzdolniejszych oficerów wojskowych, których tu widziałem

### Potomstwo
McCreery miał czterech synów i jedną córkę. Jego najstarszy syn, Michael, był członkiem Komunistycznej Partii Wielkiej Brytanii na początku lat 60., ale opuścił ją w 1963 r., aby zostać przywódcą Komitetu ds. Zwalczania Rewizjonizmu na rzecz Jedności Komunistycznej. Zmarł przed swym ojcem w 1965 r. Drugi syn McCreery’ego, Bob, odziedziczył jego pasję do wyścigów konnych z przeszkodami i został mistrzem National Hunt w latach 50., zmarł w 2017 r. Jego najmłodszym synem jest psycholog i pisarz Charles McCreery.